# Eternals (film)
Eternals is een Amerikaanse superheldenfilm uit 2021, gebaseerd op de verhalen van de gelijknamige Marvel Comics. Het is de 26e film in het Marvel Cinematic Universe en de eerste die gebaseerd is op de Eternals. Eternals is geregisseerd door Chloé Zhao. De hoofdrollen worden vertolkt door Gemma Chan, Richard Madden, Kumail Nanjiani, Lia McHugh, Salma Hayek, Angelina Jolie, Brian Tyree Henry, Lauren Ridloff, Barry Keoghan en Don Lee.

## Verhaal

### Proloog
Nadat de celestial Arishem de zon creëerde, heeft hij het leven in het zonnestelsel laten ontstaan zonder zich daarin te mengen. Toen een aantal soorten een gevaar voor de groei van de populatie werd, maakte hij de Deviants om de balans te herstellen. Alleen werd die soort zelf te destructief. Arishem bracht daarom 5000 jaar voor de jaartelling tien Eternals naar de Aarde: Sersi, Ikaris, Kingo, Sprite, Phastos, Makkari, Druig,  Gilgamesh, Ajak en Thena, op mensen lijkende wezens die niet verouderen en ieder een unieke superkracht bezitten. Zij moesten de Deviants opruimen en zich verder absoluut niet bemoeien met de onderlinge conflicten van de mensheid. Hun taak leek in 1521 volbracht, waarna ze apart van elkaar en verspreid over de hele wereld zijn gaan leven.

### Verhaal
Vlak na de terugkeer van de vijf jaar lang vermiste helft van de mensheid bevinden Sersi en Sprite zich samen in Londen. Sersi heeft honderden jaren nadat Ikaris haar verliet een relatie met de menselijke Dane Whitman. Hij werkt in het Natural History Museum en weet niets van haar ware afkomst. Sersi en Sprite moeten hun krachten alleen wel prijsgeven wanneer de Deviant Kro ze aanvalt. Bovendien komt Ikaris aangevlogen om ze te helpen. Ze gaan na het gevecht met zijn drieën naar hun leider Ajak. Die blijkt echter te zijn omgebracht door Deviants. Sersi erft ter plekke Ajaks vermogen om te communiceren met Arishem.
Arishem vertelt Sersi dat het beschermen van de mensheid nooit de ware missie van de Eternals is geweest. Het echte doel was dat zij ervoor zorgden dat de populatie bleef groeien. Als die groot genoeg is kan er namelijk een nieuwe Celestial verrijzen vanuit de kern van een planeet, in dit geval Tiamut. Het gevolg van zo'n verrijzenis is wel de totale verwoesting van die planeet. Dit is volgens Arishem de natuurlijke gang van zaken om ervoor te zorgen dat er op steeds andere plekken leven kan ontstaan. En nu de eerder verdwenen helft van de mensheid terug is, is de populatie op Aarde groot genoeg voor de verrijzenis van Tiamut.
De overgebleven negen Eternals verenigen zich weer om samen te proberen te voorkomen dat Tiamut verrijst. Ze worden aangevallen door Deviants, maar verslaan ze allemaal behalve Kro. Die brengt Gilgamesh om voor hij vlucht. Phastos bedenkt een plan om een 'Uni-Mind' te creëren, een verbinding tussen alle Eternals die Druig de beschikking geeft over hun gezamenlijke energie. Zo kan hij proberen om Tiamut telepathisch in slaap te brengen. Ikaris weigert mee te doen. Hij wil trouw blijven aan Arishem. Hij blijkt om diezelfde reden Ajak te hebben overgeleverd aan de Deviants toen die onder gesmolten poolijs vandaan kwamen. Ook zij wilde Tiamuts komst voorkomen. Sprite gaat met Ikaris mee. Kingo wil Arishem trouw blijven, maar niet tegen de anderen vechten. Hij vertrekt daarom alleen.
Makkari vindt de plek waar Tiamut zal verrijzen. Haar bondgenoten en zij proberen dit tegen te gaan, terwijl ze intussen aanvallen van Ikaris, Sprite én Kro moeten afslaan. Nadat het Druig niet lukt om Tiamut in slaap te krijgen, probeert Sersi om die in steen te veranderen. Ikaris wil haar aanvallen, maar kan zichzelf hier niet toe zetten. Nadat ook Sprite en hij deel worden van de Uni-Mind heeft Sersi genoeg vermogen om Tiamut te verstenen en zijn ontstaan te stoppen. Ikaris betuigt spijt en vliegt de zon in. Sersi verandert Sprite met diens goedvinden in een mens. Hierdoor kan ze eindelijk verouderen en een volwassene worden.
Thena, Druig en Makkari verlaten de Aarde in een ruimteschip. Ze willen Eternals op andere planeten gaan waarschuwen voor het ontstaan van Celestials. Arishem roept Phastos, Kingo en Sersi bij zich. Hij is getergd door hun verraad. Hij deelt mee dat hij de mensheid voorlopig spaart, maar dat hij later een oordeel zal vellen. De herinneringen die de Eternals dan hebben aan de mensheid zullen bepalen of die het waard is om te blijven bestaan.

### Epiloog
Thena, Druig en Makkari worden verrast door het plotselinge verschijnen van Eternal Eros en zijn assistent Pip. Hij vertelt ze dat Sersi, Phastos en Kingo in de problemen zitten en hij komt om te helpen. Intussen staat Whitman elders voor het Ebony Blade te twijfelen of hij het op zal pakken, terwijl Blade hem (buiten beeld) vraagt of hij zeker weet dat hij daar klaar voor is.

## Rolverdeling
| Acteur / Actrice  | Personage                                      |
| ----------------- | ---------------------------------------------- |
| Gemma Chan        | Sersi                                          |
| Richard Madden    | Ikaris                                         |
| Kumail Nanjiani   | Kingo                                          |
| Lia McHugh        | Sprite                                         |
| Brian Tyree Henry | Phastos                                        |
| Lauren Ridloff    | Makkari                                        |
| Barry Keoghan     | Druig                                          |
| Don Lee           | Gilgamesh                                      |
| Kit Harington     | Dane Whitman                                   |
| Salma Hayek       | Ajak                                           |
| Angelina Jolie    | Thena                                          |
| Harish Patel      | Karun Patel                                    |
| Bill Skarsgård    | Kro the Deviant                                |
| Haaz Sleiman      | Ben Stoss                                      |
| Esai Daniel Cross | Jack Stoss                                     |
| Adriá Escudero    | Diego                                          |
| Sebastian Viveros | Jano                                           |
| David Kaye        | Arishem the Judge (stem)                       |
| Harry Styles      | Eros / Starfox (post-credit scene)             |
| Patton Oswalt     | Pip the Troll (stem) (post-credit scene)       |
| Mahershala Ali    | Blade / Eric Brooks (stem) (post-credit scene) |

## Productie
In april 2018 kondigde Kevin Feige aan dat er een film gebaseerd op de Eternals-comics gemaakt werd. Voor de film werd er een diverse cast uitgezocht met onder andere Marvel's eerste LGBHTQ-personage. De opnames begonnen in juli 2019 begon het filmen van de film in de Pinewood Studios. In februari 2020 werden er opnames gemaakt in Londen, Oxford en de Canarische Eilanden.

## Release en ontvangst
Op 24 mei 2021 werd de eerste teaser trailer van de film vrijgegeven door Marvel Studios. Eternals  ging op 18 oktober 2021 in première in het Dolby Theatre in Los Angeles. Op Rotten Tomatoes heeft Eternals een waarde van 60% en een gemiddelde score van 6/10, gebaseerd op 121 recensies. Op Metacritic heeft de film een gemiddelde score van 55/100, gebaseerd op 33 recensies.